# Alessandro De Stefani
Alessandro De Stefani (Cividale del Friuli, 1º enero 1891 – Roma, 13 de mayo de 1970) fue un dramaturgo, escritor, guionista y director de cine italiano.

## Biografía
Licenciado en Derecho, no practicó nunca la actividad forense y se dedicó al periodismo, colaborando a lo largo de los años con diversas cabeceras, especialmente con las revistas Comoedia e Il dramma.
Autor muy prolífico, escribió diversos textos para el teatro hasta 1915, con títulos como II piacere e il peccato, pero sus primeros éxitos llegaron con El calzolaio de Messina e I pazzi sulla montagna, respectivamente representados en 1925 y en 1926 por la compañía teatral de Luigi Pirandello. Otros éxitos llegaron en el curso de los años treinta y años cuarenta con otras obras como L'urlo (1934), escrita junto a Ferruccio Cerio. Fue además traductor de grandes autores teatrales extranjeros como William Shakespeare, Henrik Ibsen, Miguel de Cervantes y muchos otros.
Colaboró activamente también con el cine, proporcionando numerosos argumentos y elaborando los guiones de muchas películas rodadas entre 1918 y 1954. Fue también director de tres cintas filmadas en 1921-22 de la Pasquali Film de Turín, y muchos años más tarde tuvo también un pequeño papel en la titulada Piccola mia (1933).
Contribuyó además a la breve pero intensa temporada de la literatura policíaca italiana de la primera posguerra, que durante aquellos años era preferentemente publicada por Arnoldo Mondadori Editore en su colección I Libri Gialli.
Al final de la Segunda Guerra Mundial emigró a Argentina, donde trabajó siempre en ámbito cinematográfico. Regresado a Italia en 1948, retomó a la actividad teatral. Trabajó también en radio (suya había sido la primera comedia radiofónica transmitida por la EIAR en 1932 con el título La dinamo dell'eroismo) y televisión.

## Obras
- II piacere e il peccato, 1915
- Il gioco della bambola, 1917
- Angeli ribelli, 1919
- Addio giovinezza!, Milán, Sonzogno, 1919
- Tristano e l' ombra, Casa editrice Vitagliano, 1919
- Malati di passione, Milán, Baldini & Castoldi, 1921
- Il calzolaio di Messina, Milán, Editrice Alpes, 1926
- L'Ungheria senza Re, Milán, Milán, Collegiata del Sabaudo, 1926
- Venere durmiente, Roma, Edizione dei dieci, Sapientia, 1928
- Lo zar non è morto, Roma, Edizione Sapientia, 1929 (novela colectiva, con el "Grupo de los Diez")
- La crociera del Colorado,  Milán, Mondadori, 1932
- I peccati dell'attrice, Milán, Baldini & Castoldi, 1933
- Noi che aspettiamo l'amore, Milán, Baldini & Castoldi, 1935
- Il pilota della notte, Milán, Mondadori, 1935
- L'isola della foresta, Milán, Mondadori, 1935
- Il sentiero per la felicità, Milán, Baldini & Castoldi, 1938
- Gente con me, Bolonia, Cappelli editore, 1956

## Filmografía parcial

### Director
- La testa della Medusa (1921)
- La lanterna cieca (1921)
- Il mistero in casa del dottore (1922)

### Argumentista
- Il rosario della colpa, dirigida por Mario Almirante (1920)
- La bambola e il gigante, dirigida por Ermanno Geymonat (1920)
- La trentesima perla, dirigida por Umberto Mozzato (1920)
- Ajax, dirigida por Raimondo Scotti (1921)
- Le smorfie di Pulcinella, dirigida por Gabriellino De Annunzio (1921)
- Plebe dorata, dirigida por Luigi Romano Borgnetto (1921)
- La casa sotto la neve, dirigida por Gennaro Righelli (1922)
- L'incognita, dirigida por Gennaro Righelli (1922)
- O la borsa o la vita, dirigida por Carlos Ludovico Bragaglia (1933)
- Al buio insieme, dirigida por Gennaro Righelli (1933)
- Piccola mia, dirigida por Eugenio De Liguoro (1933)
- Arma bianca, dirigida por Ferdinando Maria Poggioli (1936)
- Gli uomini non sono ingrati, dirigida por Conduzco Brignone (1937)
- Il cavaliere di San Marco, dirigida por Gennaro Righelli (1939)
- Equatore, dirigida por Gino Valores (1939)
- Follie del secolo, dirigida por Amleto Palermi (1939)
- Cose dell'altro mondo, dirigida por Nunzio Malasomma (1939)
- Giù il sipario, dirigida por Raffaello Matarazzo (1940)
- Sin novedad en el Alcázar, dirigida por Augusto Genina (1940)
- Amiamoci così, dirigida por Giorgio Simonelli (1940)
- Cento lettere d'amore, dirigida por Max Neufeld (1940)
- Dopo divorzieremo, dirigida por Nunzio Malasomma (1940)
- La prima donna che passa, dirigida por Max Neufeld (1940)
- L'imprevisto, dirigida por Giorgio Simonelli (1940)
- Tentazione, dirigida por Aldo Frosi y Hans Hinrich (1942)
- Perdizione, dirigida por Carlos Campogalliani (1942)
- La signorina, dirigida por Ladislao Kish (1942)
- El birichino di papà, dirigida por Raffaello Matarazzo (1943)
- Tre ragazze cercano marito, dirigida por Duilio Coletti (1944)
- Africa sotto i mari, dirigida por Giovanni Roccardi (1953)
- La muta di Portici, dirigida por Giorgio Ansoldi (1954)

### Guionista
- Femmina - Femina, dirigida por Augusto Genina (1918)
- Il volto di Medusa, dirigida por Alfredo De Antoni (1920)
- Non son gelosa, dirigida por Carlos Ludovico Bragaglia (1933)
- Acqua cheta, dirigida por Gero Zambuto (1933)
- Fanny, dirigida por Mario Almirante (1933)
- Ninì Falpalà, dirigida por Amleto Palermi (1933)
- Piccola mia, dirigida por Eugenio De Liguoro (1933)
- Quella vecchia canaglia, dirigida por Carlos Ludovico Bragaglia (1934)
- Un bacio a fior d'acqua, dirigida por Giuseppe Guarino (1936)
- Bertoldo, Bertoldino e Cacasenno, dirigida por Giorgio Simonelli (1936)
- Hanno rapito un uomo, dirigida por Gennaro Righelli (1938)
- Castelli in aria, dirigida por Augusto Genina (1939)
- Le educande di Saint-Cyr, dirigida por Gennaro Righelli (1939)
- Trappola d'amore, dirigida por Raffaello Matarazzo (1940)
- Don Pasquale, dirigida por Camillo Mastrocinque (1940)
- La figlia del Corsaro Verde, dirigida por Enrico Guazzoni (1940)
- Tosca, dirigida por Carl Koch y Jean Renoir (1941)
- I mariti (Tempesta d'anime), dirigida por Camillo Mastrocinque (1941)
- Sancta Maria, dirigida por Edgar Neville y Pier Luigi Faraldo (1941)
- Violette nei capelli, dirigida por Carlos Ludovico Bragaglia (1941)
- Notte di fiamme, dirigida por Ladislao Kish (1942)
- L'uomo venuto dal mare, dirigida por Belisario Randone, Roberto De Ribon (1942)
- Capitan Tempesta, dirigida por Corrado De Errico (1942)
- Il leone di Damasco, dirigida por Corrado De Errico (1942)
- Bengasi, dirigida por Augusto Genina (1942)
- Colpi di timone, dirigida por Gennaro Righelli (1942)
- I trecento della Settima. dirigida por Mario Baffico (1943)
- Ti conosco, mascherina!, dirigida por Eduardo De Filippo (1944)
- Rosalba, dirigida por Ferruccio Cerio y Max Calandri (1944)
- La prigione, dirigida por Ferruccio Cerio (1944)
- L'urlo (El alarido), dirigida por Ferruccio Cerio (1948)
- Menzogna, dirigida por Ubaldo Maria Del Con las (1952)
- La donna che inventò l'amore, dirigida por Ferruccio Cerio (1952)
- Legione straniera, dirigida por Basilio Franchina (1952)
- Noi peccatori, dirigida por Conduzco Brignone (1953)
- Buffere, dirigida por Conduzco Brignone (1953)
- Perdonami!, dirigida por Mario Costa (1953)
- Africa sotto i mari, dirigida por Giovanni Roccardi (1953)
- Maddalena, dirigida por Augusto Genina (1954)
- La grande vallata, dirigida por Ángel Dorigo (1961)

## Prosa radiofónica
- La dinamo dell'eroismo, comedia radiofónica transmitida por la EIAR el 3 y el 10 de febrero de 1932.
- Più presso a te, mio Dio, comedia radiofónica transmitida por la EIAR el 5 de julio de 1938.